# 埃希尔·哈根
埃希尔·哈根（挪威語：Eskil Hagen，1970年6月13日—），挪威男子残疾人冰球运动员。他曾代表挪威参加1994年、1998年、2002年、2006年、2010年、2014年和2018年冬季残疾人奥林匹克运动会冰球比赛，获得一枚金牌、三枚银牌和一枚铜牌。